# Titikaveka FC
El Titikaveka FC es un equipo de fútbol de las Islas Cook que juega en la Primera División de las Islas Cook, la máxima categoría de fútbol en el país.

## Historia
Fue fundado en el año 1950 en la ciudad de Rarotonga y es uno de los equipos fundadores de la Primera División de las Islas Cook en ese mismo año, año en el que se convirtió en el primer campeón de fútbol en Islas Cook.
El club es el más ganador en la máxima categoría, ya que han ganado la Primera División de las Islas Cook en 14 ocasiones, incluyendo una racha de 9 títulos de manera consecutiva; y también ha ganado la copa Islas Cook en 3 ocasiones, aunque no ganan un título desde el año 1984, cuando vencieron en la final de la Copa Islas Cook al Arorangi FC 6-1.

## Palmarés
- Cook Islands Round Cup: 14[2]

1950, 1971, 1972, 1973, 1974, 1975, 1976, 1977, 1978, 1979, 1981, 1982, 1983, 1984
- Cook Islands Cup: 3[3]

1950, 1979, 1984
- Segunda División de las Islas Cook: 3[2]

1985, 1986, 1998/99

## Jugadores

### Jugadores destacados
- Vaiola Tiere